# Белов, Алексей Дмитриевич
Алексей Дмитриевич Белов (1928—1998) — советский и российский учёный, доктор ветеринарных наук (1973), профессор (1974), академик ВАСХНИЛ (1988).

## Биография
Окончил Омский ветеринарный институт (1951). Два года работал ветеринарным врачом.
Аспирант (1954—1958), ассистент (1958—1966), доцент кафедры хирургии (1966—1972), заведующий кафедрой ветеринарной радиологии (1972—1988), ректор (1980—1998) Московской ветеринарной академии (МВА).
Автор научных работ в области клинической и экспериментальной ветеринарной хирургии и радиобиологии, белково-минерального обмена у животных при костной патологии, и др.
Доктор ветеринарных наук (1973), профессор (1974), академик ВАСХНИЛ (1988).
Похоронен на Ваганьковском кладбище.

## Награды
Награждён орденом «Знак Почёта», 3 медалями, золотой медалью имени академика К. И. Скрябина (1991).

## Публикации
Опубликовал 36 книг и брошюр. В том числе:
- Применение радиоиммунологического метода определения прогестерона в молоке и сыворотке крови при ранней диагностике стельности коров / соавт.: А. С. Косенко, Г. Г. Козлов; МВА. — М., 1988. — 27 с.
- Экспрессные методы определения радиоактивности объектов ветеринарного надзора: метод. указания / соавт.: В. В. Пак, А. С. Косенко; МВА. — М., 1989. — 22 с.
- Радиационная экспертиза объектов ветеринарного надзора: учеб. пособие для студентов с.-х. вузов по спец. «Ветеринария» / соавт.: А. С. Косенко, В. В. Пак. — М.: Колос, 1995. — 159 с. — (Учеб. и учеб. пособия для студентов вузов).
- Радиобиология: учеб. для студентов вузов, обучающихся по спец. «Ветеринария» и «Зоотехния» / соавт.: В. А. Киршин и др. — М.: Колос, 1999. — 384 с.

## Память
- Имя носит кафедра радиобиологии и биофизики ветеринарно-биологического факультета Московской государственной академии ветеринарной медицины и биотехнологии.